# Franz Ellendorff
Franz Ellendorff (* 1941 in Hagen, Westfalen) ist ein deutscher Agrarwissenschaftler; er ist außerplanmäßiger Professor der Universität Göttingen, Privatdozent an der Tierärztlichen Hochschule (TiHo) Hannover und ehemaliger Leiter des Instituts für Tierzucht und Tierverhalten in Mariensee der Bundesforschungsanstalt für Landwirtschaft (FAL) in Braunschweig-Völkenrode.

## Leben und Wirken
Franz Ellendorff absolvierte nach dem Abitur in Heilbronn zunächst eine landwirtschaftliche Lehre, bevor er an den Universitäten Stuttgart-Hohenheim und Göttingen Landwirtschaft studierte. 1965 erhielt er ein Fulbright-Programm, um an der University of Vermont in den USA mit einem Master of Science abzuschließen. Direkt danach folgte ein weiterer Forschungsaufenthalt mit Arbeiten am Huhn an der Cornell University. Ellendorff promovierte dann an der Universität Göttingen zum Dr. sc. agr. und wechselte als Postdoctoral Fellow der Ford Foundation an das Brain Research Institute in Los Angeles, USA. Mit Hilfe eines Habilitationsstipendiums der Deutschen Forschungsgemeinschaft (DFG) kam er dann nach Göttingen zurück und habilitierte sich 1974 mit einem Thema über Fortpflanzungsbiologie und Endokrinologie. 1979 habilitierte er zusätzlich an der TiHO Hannover (Dr. habil.) für das Fachgebiet „Endokrinologie und Neuroendokrinologie“.

## Würdigung
Für seine Arbeiten wurde ihm im Jahr 1975 der Schoeller-Junkmann-Preis der Deutschen Gesellschaft für Endokrinologie verliehen. 1976 wechselte er dann von der Universität an das damalige Institut für Tierzucht und Tierverhalten Mariensee der Bundesforschungsanstalt für Landwirtschaft (FAL) Braunschweig-Völkenrode und übernahm dort die Leitung der Abteilung Endokrinologie und Neuroendokrinologie, die er zu einer international anerkannten und schlagkräftigen Forschungseinheit ausbaute. 1989 wurde er Leiter des Instituts für Kleintierzucht (ab 1992 Institut für Kleintierforschung) Celle der FAL, kehrte 1995 nach Mariensee zurück und war bis zur Pensionierung 2006 der Leiter dieser Einrichtung.
Während seiner Jahre in Mariensee, später in Celle, dann wieder in Mariensee war das internationale Moment vorherrschend mit zahlreichen Aufenthalten im Ausland, z. B. in Cambridge (AFRC Institute), England, in Bordeaux (Laboratoire de Neurophysiologie et Physiopathologie), Frankreich, am Metropolitan Institute for Neurosciences in Tokio, Japan, in Canberra (Australian School for Biological Research) oder in Auckland (Dept Pediatrics University Auckland), Neuseeland. Diese Internationalität hat besondere Beziehungen zu verschiedenen wissenschaftlichen Institutionen im Ausland aufgebaut. Zu nennen ist besonders auch die Volksrepublik China, speziell die Universität in Nanjing, wo Ellendorff 1999 mit zwei hohen Auszeichnungen geehrt wurde.

## Schwerpunkte der Arbeit
Als wichtigste Themen sind u. a. zu nennen: Fragen der neuroendokrinen Steuerung der Reproduktion, der Neurophysiologie, des Verhaltens, des Wachstums bei Nutztieren und der Leistungsphysiologie. Auch die Anzahl der bearbeiteten Spezies ist beeindruckend und reicht von Schwein, Rind, Schaf, Pferd über Labortiere bis hin zum Geflügel und zu Kängurus. Dem Pferd ist er in vielfältiger Aktivität auch nach dem Ausscheiden aus dem aktiven Dienst verbunden geblieben. Er betreute zahlreiche Doktoranden, Postdoktoranden und Gastwissenschaftler, so auch Preisträger der Alexander von Humboldt-Stiftung.

## Ehrenamt
- Mehrjähriges Mitglied im Hauptausschuss bzw. Fachbeirat der Deutschen Gesellschaft für Züchtungskunde (DGfZ)
- 1991 und 1994 Vizepräsident der Bundesforschungsanstalt für Landwirtschaft (FAL) Braunschweig-Völkenrode
- 1992–93 Präsident ebenda

## Publikationen (Auswahl)
Franz Ellendorff hat seine Forschungsarbeiten regelmäßig und von Anfang an in hochwertigen wissenschaftlichen Zeitschriften veröffentlicht. Er war damit, angesichts der heutigen Diskussion über Impactfaktoren und Veröffentlichungen unter Peer-Review, vielen in der Tierzuchtforschung weit voraus.
Als Buchbeiträge sind zu nennen:
- Fortpflanzungsbiologie Landwirtschaftlicher Nutztiere. Mit Diedrich Smidt. BLV München, 313 S., 1969
- Physiology and Control of Parturition in Domestic Animals. Mit. M. Taverne u. D. Smidt (Hrsg.). Elsevier Amsterdam, 348 S., 1979
- Fetal Neuroendocrinology. Mit P.D. Glucksmann u. N. Parvici (Hrsg.). Perinatology Press Ithaka N.Y., 285 S., 1984
- Endocrine Causes of Seasonal and Lactional Anestrus in Farm Animals. Mit F. Elsaesser (Hrsg.). Martinus Nilhoff Publishers Dordrecht, 237 S., 1985
- Early Pregnancy Factors. Mit E. Koch (Hrsg.). Perinatology Press Ithaka N.Y., 276 S., 1985
- Genome Analysis in Domestic Animals. H. Geldermann; F. Ellendorff (Hrsg.) . VCH Verlagsgesellschaft Weinheim, 337 S., 1990
- Tierzucht. Mit G. von Lengerken und J. von Lengerken (Hrsg.). Ulmer Verlag Stuttgart, 582 S., 2006
- Leistungstraining für das Pferd - Biologie und Trainingsprinzipien. Schlütersche Verlagsgesellschaft Hannover, 102 S., 2011

## Ehrungen und Auszeichnungen
- 1975 Schoeller-Junkmann-Preis der Deutschen Gesellschaft für Endokrinologie
- 1997 Ehrenpromotion zum Dr. agr. h. c. durch die Martin-Luther-Universität Halle-Wittenberg
- 1999 Ehrenprofessur der Nanjing Agricultural University, Nanjing, China
- 1999 Freundschaftsmedaille der Regierung der Jiangsu Provinz, China
- 2005 Silberne Ehrennadel des Landvolkes Niedersachsen für besondere Verdienste
- 2008 Hermann-von-Nathusius-Medaille der Deutschen Gesellschaft für Züchtungskunde (DGfZ)[1]